# Дылбок-Извор
Дылбок-Извор (болг. Дълбок извор) — село в Болгарии. Находится в Пловдивской области, входит в общину Первомай. Население составляет 1 547 человек.

## Политическая ситуация
В местном кметстве Дылбок-Извор, в состав которого входит Дылбок-Извор, должность кмета (старосты) исполняет Янко  Петров Янков (коалиция в составе 2 партий: Болгарская социалистическая партия (БСП), Земледельческий союз Александра Стамболийского (ЗСАС)) по результатам выборов.
Кмет (мэр) общины Первомай — Ангел Атанасов Папазов (коалиция партий: Союз свободной демократии (ССД), Земледельческий народный союз (ЗНС)) по результатам выборов.